# Љуботице
Љуботице (слч. Ľubotice) насељено је мјесто са административним статусом сеоске општине (слч. obec) у округу Прешов, у Прешовском крају, Словачка Република.

## Становништво
| Година:    | 1994. | 2004.    | 2014.    | 2024.    |
| ---------- | ----- | -------- | -------- | -------- |
| Број људи: | 2225  | 2783     | 3200     | 4103     |
| Разлика:   |       | +25,07 % | +14,98 % | +28,21 % |

| Година:    | 2023. | 2024.   |
| ---------- | ----- | ------- |
| Број људи: | 3974  | 4103    |
| Разлика:   |       | +3,24 % |

Према подацима о броју становника из 2024. године насеље је имало 4103 становника.